# Funciones máximo y mínimo
La función máximo es una función definible en todo conjunto completamente ordenado que asigna a cada n-tupla de valores el máximo de dichos valores. Análogamente se define la función mínimo como el menor de los elementos de un cierto conjunto.

## Definición formal
Dado un conjunto completamente ordenado {\displaystyle \scriptstyle A} y una colección {\displaystyle \scriptstyle {\mathcal {C}}} de subconjuntos finitos de A no vacíos {\displaystyle \scriptstyle (\varnothing \notin {\mathcal {C}})}, se define la función máximo:

{\displaystyle \max :{\mathcal {C}}\subset {\mathcal {P}}_{0}(A)\to A,\quad \max(S)\mapsto x_{\max }=\max _{S\subset A}\{x\in A|x\in S\}}

En algunos casos no es necesario restringir la definición anterior a conjuntos finitos. Dado un conjunto totalmente ordenado y una colección de conjuntos {\displaystyle \scriptstyle {\mathcal {C}}} tal que para todo {\displaystyle \scriptstyle S\in {\mathcal {C}}} existe un elemento máximo se puede extender la función anterior a conjuntos no necesariamente finitos:

{\displaystyle \max :{\mathcal {C}}\subset {\mathcal {P}}(A)\to A,\quad \max(S)\mapsto x_{\max }=\max _{S\subset A}\{x\in A|x\in S\}}

Dada una función {\displaystyle \scriptstyle f:A\to B}, siendo {\displaystyle \scriptstyle B} un conjunto totalmente ordenado frecuentemente se definie una variante de función máximo relacionada con las definiciones anteriores:

{\displaystyle \max _{f}:{\mathcal {C}}\subset {\mathcal {P}}(A)\to B,\quad S\mapsto \max _{f}(S):=\max _{f(S)\subset B}\{y\in B|\exists x\in A:y=f(x)\}}

Estas definiciones se extienden de manera simple, para definir una función mínimo para conjuntos totalmente ordenados. Las dos últimas requieren la existencia de un elemento mínimo para todo conjunto de {\displaystyle \scriptstyle {\mathcal {C}}}.

## Números reales
Los números reales son un conjunto totalmente ordenado (y por tanto todos sus subconjuntos también lo son). Esto permite definir las funciones máximo y mínimo sobre conjuntos finitos de números reales.
Si un conjunto de números reales es infinito es además un conjunto compacto se pueden definir sobre él las funciones máximo sobre subconjuntos de dicho conjunto (que involucran encontrar el máximo de un conjunto no finito). Esto significa que si considera la siguiente colección de conjuntos:

{\displaystyle {\mathcal {C}}:=\{K\subset \mathbb {R} |K\ {\mbox{es compacto}}\}}

La función máximo está bien definida sobre dicha colección de conjuntos que incluye conjuntos infinitos aunque todos acotados, debido al teorema de Heine-Borel. Para conjuntos no compactos pero acotados puede definirse una función real, llamada función supremo:

{\displaystyle \sup(A)=\max({\bar {A}})\in \mathbb {R} }

donde {\displaystyle \scriptstyle {\bar {A}}} es la clausura topológica de {\displaystyle \scriptstyle A}. Análogamente la función ínfimo se define como:

{\displaystyle \inf(A)=\min({\bar {A}})\in \mathbb {R} }

Para conjuntos no acotados de números reales se pueden definir funciones supremo e ínfimo pero su recorrido será {\displaystyle \scriptstyle \mathbb {R} \cup \{-\infty ,+\infty \}}.

### Propiedades
Las funciones máximos y mínimo sobre los números reales tienen las siguientes propiedades:
- Monotonía: {\displaystyle A\subset B\Rightarrow \max(A)\leq \max(B)} {\displaystyle \land } {\displaystyle \min(B)\leq \min(A)}
- {\displaystyle \max\{x_{1},\dots ,x_{n}\}=-\min\{-x_{1},\dots ,-x_{n}\}}
- {\displaystyle \max\{a,b\}={\frac {a+b+|a-b|}{2}}}
- {\displaystyle \min\{a,b\}={\frac {a+b-|a-b|}{2}}}
- {\displaystyle |x|=\max\{x,-x\}}
- Imagen por funciones: {\displaystyle f(\max A)\leq \max[f(A)]} (la igualdad se da para funciones monótonas crecientes cuando A es compacto), {\displaystyle \min[f(A)]\leq f(\min A)}